# Bella Lui

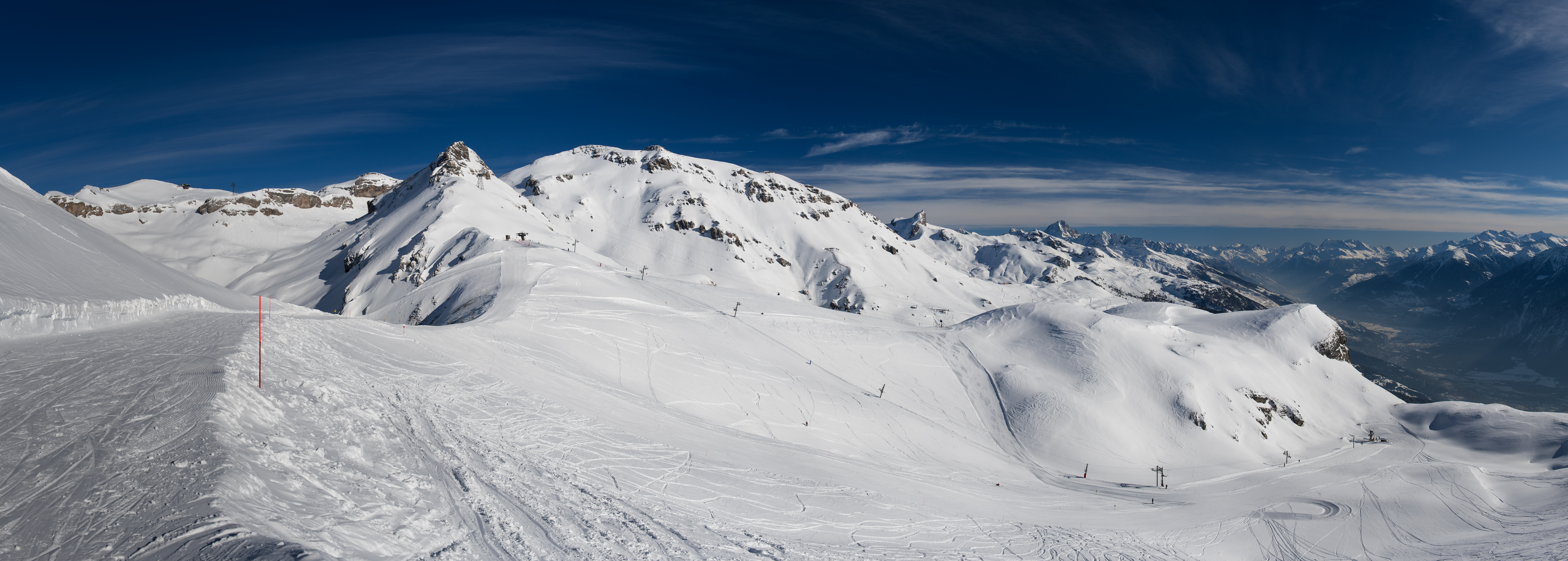
Blick von der Bella Lui im Winter

Die Bella Lui («schönes Licht» im alten Walliser Dialekt) ist ein 2548 m ü. M. hoher Berg im Kanton Wallis.
Der Gipfel ist mit einem Wanderweg erschlossen und liegt auf der Grenze zwischen den Gemeinden Icogne im Westen und Crans-Montana im Osten.
Nach dem Berg ist auch das ehemalige «Sanatorium Bella Lui» in Crans-Montana, seit 2017 eine Jugendherberge, benannt. Nicht zu verwechseln ist er mit der Tête de Bellalué (früher auch Tête de Bellaluex genannt) auf dem Gebiet der Gemeinde Bex.